# Cầu Thuận An
Cầu Thuận An là một cây cầu bắc qua phá Tam Giang tại phường Thuận An, quận Thuận Hóa, thành phố Huế, Việt Nam.

## Lịch sử
Cầu Thuận An cũ được xây dựng vào khoảng năm 1990, là cây cầu đầu tiên vượt phá Tam Giang. Trước khi có cầu, dải đất ven biển từ phía nam cửa Thuận An đến phía bắc cửa Tư Hiền bị hệ đầm phá Tam Giang - Cầu Hai chia cắt, giao thông phải phụ thuộc vào các chuyến đò ngang nên việc đi lại của người dân rất khó khăn.
Tuy nhiên, do cầu nhỏ hẹp, tải trọng thấp, mặt cầu chỉ đủ cho một làn xe chạy nên vào tháng 3 năm 2003, một cây cầu mới đã được khởi công xây dựng. Cầu Thuận An mới có kết cấu bê tông cốt thép và bê tông cốt thép dự ứng lực, dài 488,2 m với 12 nhịp, rộng 10 m. Cầu được thông xe vào ngày 31 tháng 8 năm 2007.